# Tim Henman
Timothy Henry (Tim) Henman (Oxford, 6 september 1974) is een voormalig Brits tennisser, die in 1993 toetrad tot de rijen der professionals.

## Loopbaan
Henman was de hoop voor alle Britten om Wimbledon een keer te winnen, wat hem nooit is gelukt, velen denken dat Tiny Tim te veel onder druk stond van de pers en het publiek. Desondanks bereikte Henman vier keer de kwartfinale en vier keer de halve finale op Wimbledon. Alle nederlagen die Henman leed in de halve finales van Wimbledon waren tegen de uiteindelijke winnaar van die editie van het toernooi.
Hoewel hij op Wimbledon 2004 de hoge verwachtingen niet kon waarmaken, presteerde hij dat jaar toch zeer goed op de andere grandslamtoernooien; op Roland Garros bereikte hij onverwacht de halve finale, gravel is namelijk niet de ondergrond die het beste bij zijn speltype – serve en volley – past en op het US Open bereikte hij eveneens de halve eindstrijd. Op Roland Garros 2004 verloor hij van Guillermo Coria en op het US Open 2004 verloor hij van de toenmalige nummer 1 Roger Federer met 6–3 en twee keer 6–4.
In september 2007 maakte hij bekend te stoppen met toptennis. Hij was te vaak geblesseerd en kon zich niet meer keer op keer motiveren na een blessure.
Om het nieuwe uitschuifbare dak op 17 mei 2009 in te huldigen, keerde hij nog één keer terug naar het gras van Wimbledon om een demonstratiewedstrijd te spelen aan de zijde van de Belgische Kim Clijsters in een dubbelspel tegen Andre Agassi en zijn vrouw Steffi Graf.

## Palmares
| Legenda                       |
| ----------------------------- |
| Grand Slam                    |
| Olympische Spelen             |
| Tennis Masters Cup            |
| ATP Masters Series            |
| ATP International Series Gold |
| ATP International Series      |

### Enkelspel
| Nr.                          | Datum      | Toernooi         | Ondergrond    | Tegenstander in finale | Score                          |         |
| ---------------------------- | ---------- | ---------------- | ------------- | ---------------------- | ------------------------------ | ------- |
| gewonnen finales             |            |                  |               |                        |                                |         |
| 1.                           | 1997-01-12 | ATP Sydney       | Hardcourt     | Carlos Moyá            | 6-3, 6-1                       | details |
| 2.                           | 1997-09-14 | ATP Tasjkent (1) | Hardcourt     | Marc Rosset            | 7-6(2), 6-4                    | details |
| 3.                           | 1998-09-20 | ATP Tasjkent (2) | Hardcourt     | Jevgeni Kafelnikov     | 7-5, 6-4                       | details |
| 4.                           | 1998-10-11 | ATP Bazel (1)    | Hardcourt (i) | Andre Agassi           | 6-4, 6-3, 3-6, 6-4             | details |
| 5.                           | 2000-10-15 | ATP Wenen        | Hardcourt (i) | Tommy Haas             | 6-4, 6-4, 6-4                  | details |
| 6.                           | 2000-11-26 | ATP Brighton     | Hardcourt (i) | Dominik Hrbatý         | 6-2, 6-2                       | details |
| 7.                           | 2001-02-18 | ATP Kopenhagen   | Hardcourt (i) | Andreas Vinciguerra    | 6-3, 6-4                       | details |
| 8.                           | 2001-10-28 | ATP Bazel (2)    | Tapijt (i)    | Roger Federer          | 6-3, 6-4, 6-2                  | details |
| 9.                           | 2002-01-06 | ATP Adelaide     | Hardcourt     | Mark Philippoussis     | 6-4, 6-7(6), 6-3               | details |
| 10.                          | 2003-08-03 | ATP Washington   | Hardcourt     | Fernando González      | 6-3, 6-4                       | details |
| 11.                          | 2003-11-02 | ATP Parijs       | Hardcourt (i) | Andrei Pavel           | 6-2, 7-6(6), 7-6(2)            | details |
| verloren finales             |            |                  |               |                        |                                |         |
| 1.                           | 1997-01-05 | ATP Doha         | Hardcourt     | Jim Courier            | 5-7, 7-6(5), 2-6               | details |
| 2.                           | 1997-02-23 | ATP Antwerpen    | Hardcourt (i) | Marc Rosset            | 2-6, 5-7, 4-6                  | details |
| 3.                           | 1998-01-18 | ATP Sydney       | Hardcourt     | Karol Kučera           | 5-7, 4-6                       | details |
| 4.                           | 1998-08-02 | ATP Los Angeles  | Hardcourt     | Andre Agassi           | 4-6, 4-6                       | details |
| 5.                           | 1999-01-10 | ATP Doha         | Hardcourt     | Rainer Schüttler       | 4-6, 7-5, 1-6                  | details |
| 6.                           | 1999-02-21 | ATP Rotterdam    | Hardcourt (i) | Jevgeni Kafelnikov     | 2-6, 6-7(3)                    | details |
| 7.                           | 1999-06-13 | ATP Londen       | Gras          | Pete Sampras           | 7-6(1), 4-6, 6-7(4)            | details |
| 8.                           | 1999-10-10 | ATP Bazel        | Tapijt (i)    | Karol Kučera           | 4-6, 6-7(10), 6-4, 6-4, 6-7(2) | details |
| 9.                           | 2000-02-20 | ATP Rotterdam    | Hardcourt (i) | Cédric Pioline         | 7-6(3), 4-6, 6-7(4)            | details |
| 10.                          | 2000-03-12 | ATP Scottsdale   | Hardcourt     | Lleyton Hewitt         | 4-6, 6-7(2)                    | details |
| 11.                          | 2000-08-13 | ATP Cincinnati   | Hardcourt     | Thomas Enqvist         | 6-7(5), 4-6                    | details |
| 12.                          | 2001-06-17 | ATP Londen       | Gras          | Lleyton Hewitt         | 6-7(3), 6-7(3)                 | details |
| 13.                          | 2002-02-24 | ATP Rotterdam    | Hardcourt (i) | Nicolas Escudé         | 6-3, 6-7(7), 4-6               | details |
| 14.                          | 2002-03-17 | ATP Indian Wells | Hardcourt     | Lleyton Hewitt         | 1-6, 2-6                       | details |
| 15.                          | 2002-06-16 | ATP Londen       | Gras          | Lleyton Hewitt         | 6-4, 1-6, 4-6                  | details |
| 16.                          | 2004-03-21 | ATP Indian Wells | Hardcourt     | Roger Federer          | 3-6, 3-6                       | details |
| 17.                          | 2006-10-08 | ATP Tokio        | Hardcourt     | Roger Federer          | 3-6, 3-6                       | details |
| gewonnen finales challengers |            |                  |               |                        |                                |         |
| 1.                           | 1995-10-29 | Seoul            | Gravel        | Vincenzo Santopadre    | 6-2, 4-6, 6-2                  |         |
| 2.                           | 1995-11-19 | Réunion          | Hardcourt     | Patrick Baur           | 1-6, 6-3, 7-6                  |         |

### Mannendubbelspel
| Nr.                          | Datum             | Toernooi            | Ondergrond    | Partner            | Tegenstanders in finale             | Score         |         |
| ---------------------------- | ----------------- | ------------------- | ------------- | ------------------ | ----------------------------------- | ------------- | ------- |
| gewonnen finales             |                   |                     |               |                    |                                     |               |         |
| 1.                           | 5 oktober 1997    | ATP Bazel           | Tapijt (i)    | Marc Rosset        | Karsten Braash Jim Grabb            | 7–6, 6-7, 7-6 | details |
| 2.                           | 28 februari 1999  | ATP Londen          | Tapijt (i)    | Greg Rusedski      | Byron Black Wayne Ferreira          | 6-3, 7-6(6)   | details |
| 3.                           | 25 april 1999     | ATP Monte Carlo (1) | Gravel        | Olivier Delaître   | Jiří Novák David Rikl               | 6-2, 6-3      | details |
| 4.                           | 25 april 2004     | ATP Monte Carlo (2) | Gravel        | Nenad Zimonjić     | Gastón Etlis Martín Rodríguez       | 7-5, 6-2      | details |
| verloren finales             |                   |                     |               |                    |                                     |               |         |
| 1.                           | 28 juli 1996      | OS 1996             | Hardcourt     | Neil Broad         | Todd Woodbridge Mark Woodforde      | 4-6, 4-6, 2-6 | details |
| 2.                           | 20 februari 2000  | ATP Rotterdam       | Hardcourt (i) | Jevgeni Kafelnikov | David Adams John-Laffnie de Jager   | 7-5, 2-6, 3-6 | details |
| gewonnen finales challengers |                   |                     |               |                    |                                     |               |         |
| 1.                           | 23 juli 1995      | Manchester          | Gras          | Mark Petchey       | Massimo Bertolini Diego Nargiso     | 6-3, 6-4      |         |
| 2.                           | 10 september 1995 | Azoren              | Hardcourt     | Christian Saceanu  | Nuno Marques Chris Wilkinson        | 6-2, 6-2      |         |
| 3.                           | 29 oktober 1995   | Seoul               | Gravel        | Andrew Richardson  | Filippo Messori Vincenzo Santopadre | 6-2, 6-1      |         |

## Resultaten grote toernooien
| Legenda | Legenda                          |
| ------- | -------------------------------- |
| g.t.    | geen toernooi gehouden           |
| l.c.    | lagere categorie                 |
| –       | niet deelgenomen                 |
| G       | uitgeschakeld in de groepsfase   |
| 1R      | uitgeschakeld in de eerste ronde |
| 2R      | uitgeschakeld in de tweede ronde |
| 3R      | uitgeschakeld in de derde ronde  |
| 4R      | uitgeschakeld in de vierde ronde |
| KF      | uitgeschakeld in de kwartfinale  |
| HF      | uitgeschakeld in de halve finale |
| F       | de finale verloren               |
| W       | het toernooi gewonnen            |
| w-v     | winst/verlies-balans             |

### Enkelspel
| toernooi              | 1994   | 1995   | 1996  | 1997   | 1998   | 1999   | 2000  | 2001   | 2002   | 2003   | 2004  | 2005   | 2006   | 2007   | w-v     |
| --------------------- | ------ | ------ | ----- | ------ | ------ | ------ | ----- | ------ | ------ | ------ | ----- | ------ | ------ | ------ | ------- |
| grandslamtoernooien   |        |        |       |        |        |        |       |        |        |        |       |        |        |        |         |
| Australian Open       | –      | –      | 2R    | 3R     | 1R     | 3R     | 4R    | 4R     | 4R     | –      | 3R    | 3R     | 1R     | –      | 18-10   |
| Roland Garros         | –      | –      | 1R    | 1R     | 1R     | 3R     | 3R    | 3R     | 2R     | 3R     | HF    | 2R     | 2R     | 1R     | 16-12   |
| Wimbledon             | 1R     | 2R     | KF    | KF     | HF     | HF     | 4R    | HF     | HF     | KF     | KF    | 2R     | 2R     | 2R     | 43-14   |
| US Open               | –      | 2R     | 4R    | 2R     | 4R     | 1R     | 3R    | 3R     | 3R     | 1R     | HF    | 1R     | 2R     | 2R     | 21-13   |
| winst-verlies         | 0-1    | 2-2    | 8-4   | 7-4    | 8-4    | 9-4    | 10-4  | 12-4   | 11-4   | 6-3    | 16-4  | 4-4    | 3-4    | 2-3    | 98-49   |
| Tennis Masters Cup    |        |        |       |        |        |        |       |        |        |        |       |        |        |        |         |
| ATP World Tour Finals | –      | –      | –     | G      | HF     | –      | –     | –      | –      | –      | G     | –      | –      | –      | 4-4     |
| ATP Masters 1000      |        |        |       |        |        |        |       |        |        |        |       |        |        |        |         |
| Indian Wells          | –      | –      | –     | –      | 1R     | KF     | 2R    | 3R     | F      | 2R     | F     | KF     | 2R     | 1R     | 20-10   |
| Miami                 | –      | –      | 2R    | 1R     | HF     | 3R     | KF    | 2R     | 4R     | 2R     | 2R    | KF     | 3R     | 1R     | 16-12   |
| Monte Carlo           | –      | –      | –     | –      | 1R     | 2R     | 2R    | KF     | HF     | –      | KF    | 1R     | 1R     | 1R     | 11-9    |
| Hamburg               | –      | –      | –     | –      | 2R     | KF     | 3R    | 1R     | 2R     | 3R     | 2R    | 3R     | –      | –      | 11-8    |
| Rome                  | –      | –      | –     | 2R     | 2R     | 3R     | 2R    | 2R     | 1R     | 1R     | 3R    | 3R     | 3R     | 1R     | 12-11   |
| Montréal/Toronto      | –      | –      | 3R    | 1R     | HF     | 2R     | 1R    | 2R     | 3R     | 2R     | 2R    | 1R     | 2R     | –      | 10-11   |
| Cincinnati            | –      | –      | 2R    | 1R     | 1R     | KF     | F     | HF     | 2R     | 1R     | 3R    | 2R     | 1R     | 1R     | 16-12   |
| Stockholm/Stuttgart   | –      | –      | 1R    | 3R     | 3R     | 2R     | 3R    | KF     | l.c.   | l.c.   | l.c.  | l.c.   | l.c.   | l.c.   | 6-6     |
| Madrid                | l.c.   | l.c.   | l.c.  | l.c.   | l.c.   | l.c.   | l.c.  | l.c.   | 2R     | 1R     | 3R    | 2R     | 3R     | –      | 4-5     |
| Parijs                | –      | –      | 1R    | 2R     | 3R     | 3R     | 2R    | 2R     | 3R     | W      | 3R    | –      | –      | –      | 11-8    |
| Olympische Spelen     |        |        |       |        |        |        |       |        |        |        |       |        |        |        |         |
| Olympische Spelen     | n.v.t. | n.v.t. | 2R    | n.v.t. | n.v.t. | n.v.t. | 1R    | n.v.t. | n.v.t. | n.v.t. | 1R    | n.v.t. | n.v.t. | n.v.t. | 1-3     |
| Statistieken          |        |        |       |        |        |        |       |        |        |        |       |        |        |        |         |
| titels per jaar       | 0      | 0      | 0     | 2      | 2      | 0      | 2     | 2      | 1      | 2      | 0     | 0      | 0      | 0      | 11      |
| Totaal winst-verlies  | 3-5    | 8-9    | 40-25 | 48-24  | 59-29  | 44-29  | 57-25 | 51-20  | 50-19  | 31-17  | 44-22 | 23-18  | 31-20  | 7-12   | 496-274 |
| Eindejaarsranking     | 167    | 95     | 29    | 17     | 7      | 12     | 10    | 9      | 8      | 15     | 6     | 36     | 39     | 292    |         |

### Mannendubbelspel
| toernooi        | 1993 | 1994 | 1995 | 1996 | 1997 | 1998 |
| --------------- | ---- | ---- | ---- | ---- | ---- | ---- |
| Australian Open | –    | –    | –    | 1R   | 1R   | 1R   |
| Roland Garros   | –    | –    | –    | 3R   | –    | –    |
| Wimbledon       | 1R   | 2R   | 1R   | 1R   | –    | –    |
| US Open         | –    | –    | –    | 2R   | –    | –    |